# Bettina Plank
Bettina Plank (Feldkirch, 24 de febrero de 1992) es una deportista austríaca que compite en karate, en la modalidad de kumite.
Participó en los Juegos Olímpicos de Tokio 2020, obteniendo una medalla de bronce en la categoría de –55 kg. En los Juegos Europeos consiguió tres medallas entre los años 2015 y 2023.
Ganó dos medallas en el Campeonato Mundial de Karate, en los años 2016 y 2018, y siete medallas en el Campeonato Europeo de Karate entre los años 2011 y 2019.

## Palmarés internacional
| Juegos Olímpicos   | Juegos Olímpicos        | Juegos Olímpicos  | Juegos Olímpicos |
| Año                | Lugar                   | Medalla           | Prueba           |
| ------------------ | ----------------------- | ----------------- | ---------------- |
| 2020               | Tokio (Japón)           | Medalla de bronce | –55 kg           |
| Campeonato Mundial |                         |                   |                  |
| Año                | Lugar                   | Medalla           | Prueba           |
| 2016               | Linz (Austria)          | Medalla de bronce | –50 kg           |
| 2018               | Madrid (España)         | Medalla de bronce | –50 kg           |
| Juegos Europeos    |                         |                   |                  |
| Año                | Lugar                   | Medalla           | Prueba           |
| 2015               | Bakú (Azerbaiyán)       | Medalla de plata  | –50 kg           |
| 2019               | Minsk (Bielorrusia)     | Medalla de oro    | –50 kg           |
| 2023               | Bielsko-Biała (Polonia) | Medalla de oro    | –50 kg           |
| Campeonato Europeo |                         |                   |                  |
| Año                | Lugar                   | Medalla           | Prueba           |
| 2011               | Zúrich (Suiza)          | Medalla de bronce | –50 kg           |
| 2014               | Tampere (Finlandia)     | Medalla de plata  | –50 kg           |
| 2015               | Estambul (Turquía)      | Medalla de oro    | –50 kg           |
| 2015               | Estambul (Turquía)      | Medalla de bronce | Por equipos      |
| 2017               | İzmit (Turquía)         | Medalla de bronce | –50 kg           |
| 2018               | Novi Sad (Serbia)       | Medalla de plata  | –50 kg           |
| 2019               | Guadalajara (España)    | Medalla de plata  | –50 kg           |